# Agencia de Investigación de Internet

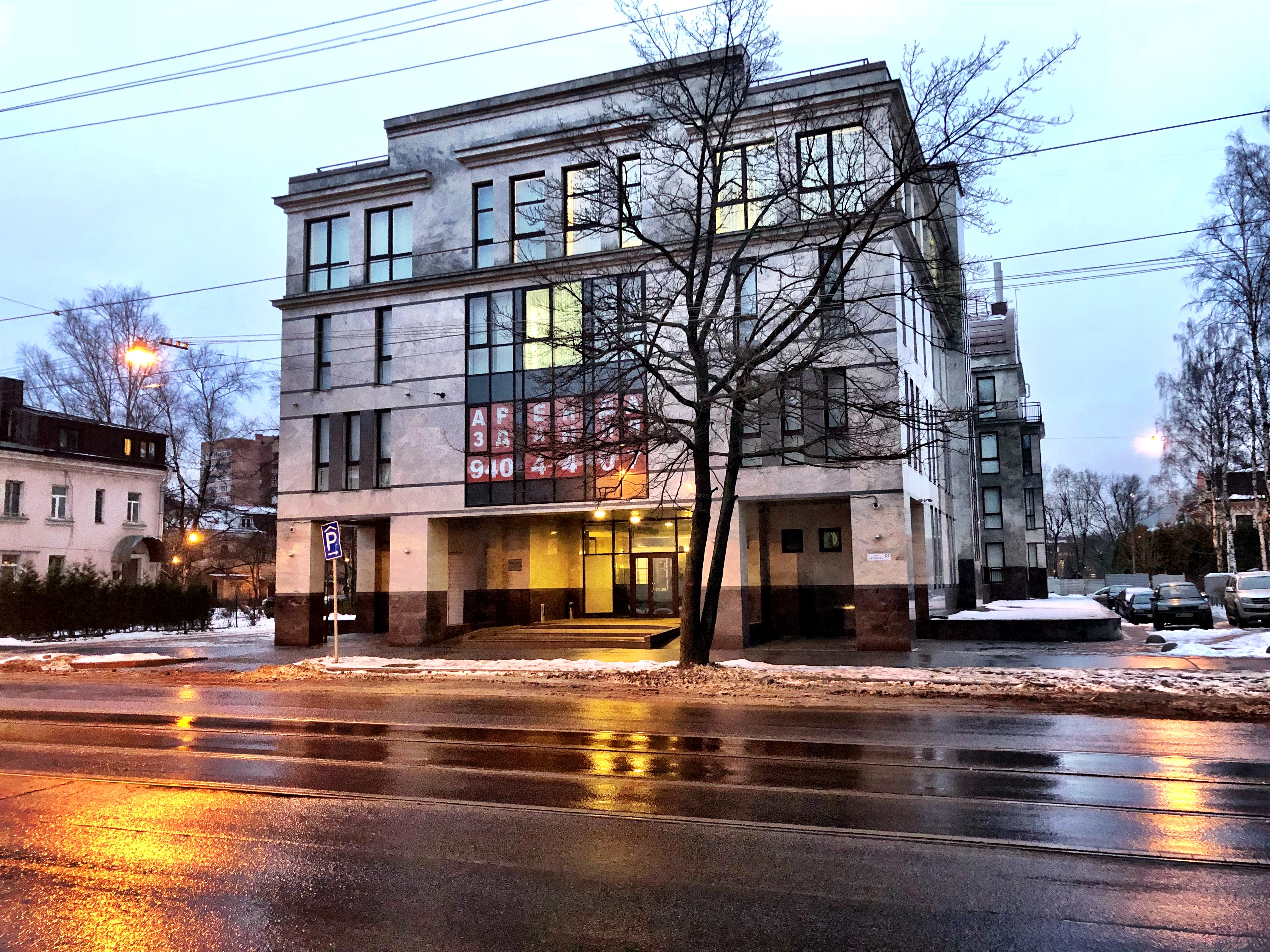
Una de las oficinas de la agencia en la calle Sávushkina, 55 de San Petersburgo, Rusia

La Agencia de Investigación de Internet (IRA; en ruso: Агентство интернет-исследований, también conocida como Glavset y en ruso, en jerga de internet, como Los Troles de Ólguino) es una compañía rusa, establecida en San Petersburgo, comprometida en la Guerra Política de internet, en beneficio de intereses políticos del gobierno de la Federación de Rusia así como de empresarios rusos. 
Tras la invasión rusa de Ucrania, en febrero de 2023, el jefe del Grupo Wagner, Yevgueni Prigozhin, confirmó que creó la Agencia, comúnmente llamada la 'granja de troles', para interferir en las elecciones de EEUU, hecho que estuvo negando durante diez años.
El informe de enero de 2017 emitido por la Comunidad de Inteligencia de los Estados Unidos – Evaluación de las actividades e intenciones rusas en las recientes elecciones en los Estados Unidos – describe dicha agencia como una granja de troles en la cita, "El posible financiador de la llamada Agencia de Investigación de Internet de troles profesionales localizada en San Petersburgo es un aliado cercano de Putin con nexos con el Servicio Federal de Seguridad anotando que "originalmente ellos se dedicaban a apoyar y encubrir las acciones rusas en Ucrania y comenzaron a abogar por el presidente electo Trump en diciembre de 2015."
La agencia ha empleado identidades y perfiles falsos (conocido como Sockpuppet en inglés) registrados en redes sociales en internet, foros de discusión, sitios de periódicos en línea, y Redes de video para promover los intereses del Kremlin en pos de las políticas doméstica y externa de Vladímir Putin, incluida Ucrania y el Oriente Medio así como la interferencia rusa en las elecciones presidenciales de Estados Unidos de 2016. Según el informe, más de 1.000 empleados trabajaban hasta 2015 en un solo edificio de la agencia.
El verdadero alcance de la influencia de una agencia rusa en la opinión pública a través de las redes sociales se conoció ya después de junio de 2014. El artículo de BuzzFeed, ampliado en gran medida en documentos públicos a principios de ese año. La Agencia de Investigación de Internet adquirió más atención en junio de 2015, cuando se informó que una de sus oficinas tenía datos de cuentas falsas utilizadas para sesgos de troleo. Posteriormente, hubo informes sobre individuos que recibieron una compensación monetaria por realizar estas tareas.
El 16 de febrero de 2018, un gran jurado de los Estados Unidos acusó a 13 ciudadanos rusos y 3 entidades rusas, incluida la Agencia de Investigación en Internet, por cargos de violar las leyes penales con la intención de interferir "Con elecciones y procesos políticos en Estados Unidos", según el Departamento de Justicia.

## Origen
Esta compañía fue fundada a mediados del 2013.
En 2013, el periódico Nóvaya Gazeta reportó que las oficinas de la compañía "Agencia de Investigación de Internet Ltd" estaba ubicada en Ólguino, un distrito histórico de San Petersburgo.
El término "Troles de Ólguino" (Ru: "Тролли из Ольгино") es utilizado para referirse a troles que difunden propaganda prorrusa en general, y ya no única y necesariamente a los troles que trabajan en las oficinas de Ólguino.

## Organizadores

### Estrategia
El periódico ruso Védomosti vinculaba la estrategia aprobada por las autoridades rusas de manipulación de la conciencia pública a través de Nuevos medios a Viacheslav Volodin, hasta octubre de 2016 jefe de la administración presidencial de Rusia bajo el mando de Vladímir Putin.

### Táctica
Los periodistas han escrito que Alekséi Soskovéts, que había participado en la comunidad política juvenil rusa, estaba directamente conectado con la oficina en Ólguino, y que su compañía, la Agencia de Servicio North-Western Service Agency, obtuvo 17 o 18 (según diferentes fuentes) contratos para organizar celebraciones, foros y competiciones deportivas para las autoridades de San Petersburgo y para que la compañía de Soskovéts fuera el único participante en la mitad de esas ofertas. A mediados de 2013, la agencia ganó una licitación para brindar servicios de carga a los participantes del campamento en el lago Seliguer.
Según medios rusos, la Investigaciones de Internet, ltd (en ruso: «Интернет исследования») fue fundada en marzo de 2014, y de inmediato se unió a las actividades de IRA. El periódico Nóvaya Gazeta reportó que esta compañía sería sucesora de la Agencia de Investigación de Internet, Ltd..
Se considera que esta nueva compañía está vinculada a Yevgueni Prigozhin, jefe de la compañía de holding Concord Management and Consulting. Los Troles de Ólguino son su proyecto. Hasta octubre del 2014, la compañía pertenecía a Mijaíll Bystrov, quien ha estado a cargo de la estación policial de Distrito Moskovski de San Petersburgo.
Los medios rusos apuntan que, de acuerdo con documentos publicados por hackers de Anonymous International, la compañía Concord Management está directamente involucrada en la administración de los troles en esta agencia. Los investigadores citan la correspondencia por correo electrónico, en la que Concord Management imparte instrucciones a los troles y recibe los reportes de trabajos realizados. De acuerdo con algunos periodistas, Concord Management organizó banquetes en el Kremlin y también cooperó con Voentorg y el Ministerio de Defensa de Rusia.[cita requerida]
A pesar de los vínculos con Alekséi Soskovéts, Nadezhda Orlova, directora adjunta del Comité de Política Juvenil en San Petersburgo, disputó una conexión entre su institución y las oficinas de troleo.
La periodista finesa Jessikka Aro, quien investigó ampliamente sobre las actividades de troleo prorruso en Finlandia, informó que fue objeto de una campaña organizada de acoso.

## Oficinas

### San Petersburgo

#### 2013: Primórskoie Shossé, 131, Ólguino, San Petersburgo
59°59′42.7″N 30°07′49.7″E / 59.995194, 30.130472
Como fue reportado por la Nóvaya Gazeta, a fines del mes de agosto de 2013 apareció el siguiente mensaje en varios medios sociales: ¡Se solicitan operadores de Internet! ¡Trabajo en una oficina chic en Ólguino! (calle Stáraya Derevnia), salario 25 960 al mes (USD$780, según cambio de 2013). Tarea: postear comentarios en sitios de perfil en Internet, escribir publicaciones temáticas, blogs, redes sociales. Reportes vía capturas de pantalla. Horario individual [...] Pago cada semana, 1180 por turno (de 8.00 a 16.00, de 10.30 a 18.30, y de 14.00 a 22.00). ¡LOS PAGOS TODAS LAS SEMANAS Y COMIDAS GRATIS!!! Puesto oficial o según contrato (a voluntad). Matrícula posible.
Según lo informado por los medios de comunicación y antiguos empleados, la oficina en Ólguino, distrito de Primorski, San Petersburgo existía y funcionaba desde septiembre de 2013. Estaba situada en un chalet blanco, a 15 minutos en metro de la estación Stáraya Derevnia, frente a la estación de tren de Ólguino. Los sitios de trabajo para los empleados de troleo fueron instalados en habitaciones en los sótanos.

#### 2014: Calle Sávushkina, 55, San Petersburgo
59°59′03.5″N 30°16′19.1″E / 59.984306, 30.271972
De acuerdo al periódico en línea ruso Деловой Петербург (DP.ru), varios meses antes de octubre de 2014, la oficina se mudó de Ólguino a un edificio de cuatro pisos en la calle Sávushkina, 55, en el distrito Primorski, San Petersburgo. Como informaron los periodistas, el edificio es oficialmente una construcción incompleta y se mantuvo como tal hasta marzo de 2015.
Un reporte sobre una investigación del periódico The New York Times decía que la Agencia de Investigación de Internet había abreviado su nombre a "Internet Research," y hasta junio de 2015 se le había pedido que abandonara la locación en la calle Sávushkina, 55, «hace un par de meses» porque «estaba dando mala reputación a todo el edificio». Una organización posiblemente relacionada, FAN o Agencia Federal de Noticias (siglas en inglés para Federal News Agency) también se encontraba en el edificio. El artículo del The New York Times describe varias experiencias reportadas por ex empleados de la Agencia de Investigación de Internet en la ubicación de la calle Sávushkina. También describe varios engaños disruptivos en los EE. UU. y Europa, como el engaño de la planta de productos químicos de Columbia, que puede atribuirse a la Agencia de investigación de Internet u otras organizaciones similares con sede en Rusia.

### Otras ciudades
Nóvaya Gazeta informó que, según Alekséi Soskovéts, jefe de la oficina en Ólguino, la Agencia de Servicio Noroccidental estaba contratando empleados para proyectos similares en Moscú y otras ciudades en 2013.

## Organización del trabajo
Según los informes, más de 1000 blogueros y comentaristas pagados trabajaron en 2015, solo considerando el edificio ubicado en la calle Sávushkina 55. Muchos otros empleados trabajaron de forma remota. De acuerdo con BuzzFeed, más de 600 personas habían sido contratadas anteriormente en las oficinas de los troles, en junio de 2014. Cada comentarista tiene una cuota diaria de 100 comentarios.
Los troles toman turnos escribiendo principalmente en blogs en LiveJournal y Vkontakte, sobre temas en torno a las líneas de propaganda asignadas. Entre los empleados se incluyen artistas que dibujan caricaturas políticas. Trabajan en turnos de 12 horas en días alternos. La cuota de un bloguero es de diez publicaciones por turno, cada publicación tiene al menos 750 caracteres. La norma de un comentarista es 126 comentarios y dos publicaciones por cuenta. Cada bloguero está a cargo de tres cuentas.
Los empleados de la oficina de Olgino ganaron 25 000 rublos rusos por mes; los de la oficina de la calle Savushkina ganaron aproximadamente 40 000 rublos rusos. En mayo de 2014, Fontanka.ru describió los esquemas de asignación del presupuesto federal a dicha organización de troleo. En 2017, otro denunciante dijo que con bonos y muchas horas adicionales de trabajo, el salario podía alcanzar los 80 000 rublos.
Un empleado entrevistado por The Washington Post describió el trabajo: 

Inmediatamente me sentí como un personaje del libro 1984 de George Orwell, un lugar donde tienes que escribir que el blanco es negro y el negro es blanco. Mi primera sensación, cuando terminé allí, fue que estaba en una especie de fábrica que, diciendo mentiras, convertía la mentira en una línea de montaje industrial. Los volúmenes eran colosales: había un gran número de personas, de 300 a 400, y todos escribían falsedades absolutas. Era como estar en el mundo de Orwell.

## Temas de troleo
Según los testimonios de los periodistas de investigación y ex empleados de las oficinas, los temas principales para los comentarios y mensajes incluyeron:
- Crítica a Alexéi Navalni, sus patrocinadores, y la oposición rusa en general.[18]
- Críticas a las políticas exteriores de Ucrania y los Estados Unidos, y a los principales políticos de estos estados.
- Desmentida de la Invasión rusa a Ucrania y la participación de la Federación de Rusia en la guerra del Dombás.
- Elogios para Vladímir Putin y la política de la Federación de Rusia.
- Elogio y defensa de Bashar al-Ásad.[27]

Los periodistas han escrito que los temas de troleo eran consistentes con los de otros medios de propaganda rusa, tanto en el asunto tratado como en la oportunidad de la acción. Los puntos técnicos utilizados por los troles se tomaron principalmente del contenido de Russia Today.
Una investigación de la BBC de 2015 identificó a la fábrica de Ólguino como el productor más probable de un vídeo de la "revisión Saiga 410K" de septiembre de 2015 en el que un actor, que se hace pasar por soldado estadounidense, dispara contra un libro que resulta ser un Corán, lo que provocó indignación. La BBC descubrió, entre otras irregularidades, que el uniforme del soldado no es usado por el ejército de los EE. UU. y se compra fácilmente en Rusia, y que el actor filmado probablemente era un camarero de San Petersburgo relacionado con un empleado de la fábrica de troles.
El sitio de periodismo ciudadano Bellingcat identificó al equipo de Ólguino como los verdaderos autores de un vídeo atribuido al Batallón Azov en el que soldados enmascarados amenazan a los Países Bajos por organizar el referéndum sobre el Acuerdo de Asociación entre Ucrania y la Unión Europea.

## Campaña organizada contra Ucrania
A principios de abril de 2014, comenzó una campaña organizada en línea para cambiar la opinión pública en el mundo occidental de manera tal que resutara útil para las autoridades rusas con respecto a la intervención militar en Ucrania en 2014. Los documentos pirateados y filtrados de ese momento contienen instrucciones para comentaristas que publican en los sitios web de Fox News, The Huffington Post, TheBlaze, Politico y WorldNetDaily. También se menciona el requisito de las horas de trabajo para los troles: 50 comentarios por día en artículos de noticias. Cada bloguero debe administrar seis cuentas en Facebook, publicar al menos tres publicaciones diarias y participar dos veces en las discusiones grupales. Otros empleados tienen que administrar 10 cuentas en Twitter, publicando 50 tuits todos los días. Los periodistas concluyeron que Ígor Osádchiy era un probable líder del proyecto, y que la campaña en sí estaba dirigida por Internet Research Agency Ltd. Osádchiy negó su conexión con la Agencia.
La compañía también es uno de los principales patrocinadores de una exposición antioccidental.
A principios de 2016, Ukrinform, la agencia estatal de noticias de Ucrania, reclamó desenmascarar un sistema de bots en las redes sociales, que exigían violencia contra el gobierno ucraniano y el inicio del "Tercer Maidán". Reportaron que el organizador de este sistema era el excombatiente antiucraniano Sergiy Zhuk del Donbás. Presuntamente, él había  realizado esta actividad por internet desde el distrito Vnúkovo de Moscú.

### Exterior
- Wikisource contiene obras originales de o sobre Agencia de Investigación de Internet.

En marzo de 2014, la edición polaca de Newsweek expresó su sospecha que Rusia estaba empleando a personas para "bombardear" su sitio web con comentarios prorrusos en artículos relacionados con Ucrania. El Equipo de Respuesta ante Emergencias Informáticas de Polonia, confirmó más tarde que los comentarios prorrusos habían inundado los portales de internet polacos al inicio de la crisis ucraniana. Los sitios web de medios en idioma alemán también fueron inundados con comentarios prorrusos en la primavera de 2014.
A finales de mayo de 2014, el grupo hacker Anonymous comenzó a publicar documentos recibidos de correos electrónicos pirateados de gerentes de Internet Research Agency.
En mayo-junio de 2014, los troles de Internet invadieron los sitios de noticias y publicaron masivamente comentarios prorrusos en un noticiero inglés.
En marzo de 2015, se lanzó un servicio que permite la censura de fuentes de propaganda anti-ucraniana en redes sociales dentro de Ucrania.
El Departamento de Justicia de los Estados Unidos anunció la acusación, el 16 de febrero de 2018, de la Agencia de Investigación de Internet, y también nombró a más de una docena de sospechosos individuales que presuntamente trabajaban allí como parte de la Investigación del fiscal especial de los Estados Unidos de 2017 en la interferencia criminal con las elecciones de 2016.

## Valoraciones
Los blogueros rusos Antón Nósik, Rustem Adagámov, y Dmitri Aleshkovski han dicho que los troles pagados de internet no cambian la opinión pública. Su uso es solo una forma de robar dinero del presupuesto.
Leonid Vólkov, un político que trabaja para la Fundación Anticorrupción de Alexéi Navalni sugiere que el punto de patrocinar el troleo de Internet pagado es hacer que Internet sea tan desagradable que la gente común no esté dispuesta a participar.
El engaño de la planta de productos químicos de Columbia del 11 de septiembre de 2014 fue obra de la Agencia de investigación en Internet.

## Actividades adicionales de los organizadores
Sobre la base de los documentos publicados por Anonymous, Concord Management and Consulting se vinculó a la financiación de varios medios de comunicación en Rusia, incluidos News of Neva, Newspaper About Newspapers, Business Dialog y Journalist Truth.
La noticia de la presunta explosión en la planta de productos químicos en Columbia del 11 de septiembre de 2014, afirmando que había habido una explosión en la planta química de Centerville, St. Mary Parish, Luisiana, fue atribuida en junio de 2015, según The New York Times Magazine, a una «altamente coordinada campaña de desinformación» con un «asalto virtual» obra de la Agencia de Investigación de Internet.
Tres meses después, las mismas cuentas postearon mensajes engañosos en Twitter sobre un presunto brote de Ébola en Atlanta con la palabra clave #EbolaInAtlanta, lo que produjo pánico en usuarios habitantes de dicha ciudad. También fue publicado un vídeo en YouTube, que mostraba un equipo médico asistiendo a una presunta víctima de Ébola en el aeropuerto de Atlanta. El mismo día, un grupo distinto lanzó un rumor en Twitter bajo la palabra clave #shockingmurderinatlanta, reportando la muerte de una mujer afroamericana desarmada a quien la policía había disparado y, de nuevo, un vídeo pobremente producido fue transmitido para apoyar dicho rumor.
Entre julio de 2014 y septiembre de 2017, la IRA utilizó bots y troles en Twitter, relacionados con la Controversia de las vacunas. Dicha campaña utilizó varios bots sofisticados de Twitter para amplificar esta polarización en la opinión de mensajes pro-vacunación y antivacunación conteniendo el hashtag #VaccinateUS.
En septiembre de 2017 Facebook dijo que habían sido "ubicadas geográficamente" varias ads. Facebook reveló que, durante las Elecciones presidenciales de Estados Unidos de 2016, IRA había comprado anuncios comerciales (ads) en el sitio web por un monto de US$100,000, 25% del cual había sido dirigido al público norteamericano. El jefe de seguridad de Facebook dijo que «las ads aparecieron para amplificar los mensajes sociales y políticos divisivos a través del espectro ideológico».
Según un reporte de BuzzFeed News del 17 de octubre de 2017, IRA manipuló a activistas americanos a que tomaran acción vía protestas y entrenamiento de autodefensa en lo que parecía ser un inminente intento de revolución racial.
El 16 de febrero de 2018, IRA, junto con 13 personas rusas individuales y otras dos organizaciones rusas, fueron imputados, de acuerdo con una investigación por el fiscal especial Robert Mueller de cargos que cubren «obstrucción, manipulación e interferencia em funciones legales gubernamentales»
El 23 de marzo de 2018, el periódico The Daily Beast reveló nuevos detalles sobre IRA, recopilados de documentos internos que fueron filtrados y mostraban la manera en que IRA utiliza a Reddit y a Tumblr como parte de su campaña de influencia. El mismo día, Tumblr anunció que habían eliminado (baneado) 84 cuentas ligadas a IRA, aduciendo que se había difundido falsa información a través de publicaciones convencionales en vez de anuncios comerciales.
El octubre de 2018, el Departamento de Justicia de los Estados Unidos emitió cargos legales en contra de la contable rusa Elena Jusiáynova (Elena Khusyaynova) por trabajar con IRA para influenciar no solamente las elecciones de 2016 sino también las próximas elecciones de 2018.USA v. Elena Alekseevna Khusyaynova. Criminal Complaint

### Reuniones y protestas organizadas por el IRA en los Estados Unidos.
El 4 de abril de 2016, se realizó una reunión de protesta en Búfalo (Nueva York) por la muerte de India Cummings, una mujer afroamericana que supuestamente había muerto recientemente a manos de la policía. La cuenta de IRA EN Facebook, "Blacktivist" había promovido activamente dicho evento e incluso se había comunicado directamente con activistas locales vía Messenger de Facebook, pidiéndoles circular peticiones e imprimir afiches. "Blacktivist" fue quien sugirió las peticiones y aportó el arte para los afiches.
Una manifestación el 16 de abril de 2016 en la que se protestaba por la muerte de Freddie Gray atrajo grandes multitudes en Baltimore. De nuevo, el grupo de IRA en Facebook, "Blacktivist" promovió y organizó este evento, incluido el contacto directo xon los activistas locales.
El 23 de abril de 2016, un pequeño grupo de manifestantes del Poder blanco realizaron una reunión que nombraron "Rock Stone Mountain" en el parque Stone Mountain en Georgia. Este pequeño grupo fue confrontado por otro grupo, mayor en número, de manifestantes rivales e incluso se dieron algunos encuentros violentos. Dicha manifestación había sido organizada y fuertemente apoyada por las cuentas de IRA en Tumblr, Twitter, y Facebook, y el sitio web de IRA, blackmatters.com.
El 2 de mayo de 2016, se presentó una segunda protesta en Buffalo, New York, de nuevo por la muerte de India Cummings. Tal y como ocurrió con la manifestación del 4 de abril, fue impulsada por la cuenta de IRA's "Blacktivist" , incluidos mensajes directos por Messenger de Facebook a los activistas locales.
El 21 de mayo de 2015, se realizaron dos diferentes protestas en Houston en contra de la recién inaugurada Biblioteca del Conocimiento del Islam en Houston. Esta protesta se llamó "Stop Islamization of Texas" (Detén la Islamización de Texas) y fue organizada por el grupo de Facebook "Heart of Texas". La publicación de este grupo pedía a los participantes a que llevaran armas de fuego. Un vocero de este grupo habló con la Houston Press vía correo electrónico, pero evitó dar su nombre. La otra protesta sobre el tema "Salven el Conocimiento Islámico", fue organizado por otro grupo de Facebook llamado "United Muslims of America" (Musulmanes Unidos de América) y enviado al mismo lugar y en la misma fecha y hora. Se descubrió luego que ambos grupos de Facebook estaban ligados a cuentas de IRA.
"LGBT United" organizó una vigila con velas el 25 de junio de 2016 por las víctimas eel tiroteo en el club nocturno 'Pulse' de Orlando, Florida, según la noticia publicada por el New York Times que tituló Las ads de Facebook vinculadas a Rusia nos dueron varios disgustos
El grupo de IRA en Facebook llamado "Don't Shoot" y su sitio web afiliado "Don't Shoot Us" organizaron una protesta en las afueras de los cuarteles policiales de St. Paul, Minnesota el 10 de julio de 2016, como respuesta al asesinato policial de Philando Castile del 6 de julio. Algunos activistas locales sospecharon de los motivos tras este evento porque la policía de St. Paul no había estado involucrada en dicho tiroteo. Castille había sido muerto por un oficial de la policía de San Antonio, Minnesota cerca de Falcon Heights, Minnesota. Los activistas locales se intentaron contactar con "Don't Shoot." Luego de ser presionados para responder Quiénes son y Quién los impuksa, el grupo "Don't Shoot" acordó cambiar la protesta a los cuarteles de la policía de San Antonio. Los activistas, aún preocupados, investigaron más profundo y pidieron a los manifestantes que no participaran, ya que habían descubierto que el grupo "Don't Shoot" era un "completo trabajo trol." Los organizadores de "Don't Shoot" finalmente relegaron la responsabilidad a los organizadores locales, aduciendo que habían aceptado dinero de "Don't Shoot" para cubrir gastos, hecho que negaron rotundamente los locales.
El 25 de agosto de 2016, se realizaron 17 manifestaciones nombradas "Florida Goes Trump" a lo largo de toda la Florida. Habían sido organizados por IRA por medio de su grupo de Facebook "Being Patriotic" (Siendo patriotas) y la cuenta de Twitter "march_for_trump".
El 3 de septiembre de 2016, también se organizó una manifestación en las afueras de la Casa Blanca, por el grupo de IRA "United Muslims of America" (Musulmanes Unidos de América).
"BlackMattersUS", un sitio web de IRA, reclutó activistas para participar en protestas durante los días siguientes al tiroteo en contra de Keith Lamont Scott el 20 de septiembre de 2016 en Charlotte, Carolika del Norte. El grupo IRA cubrió los costos de equipo como micróronos y autoparlantes.
La manifestacióm nombrada "Miners for Trump" que se llevó a cabo en Pensilvania el 2 de octubre de 2016, fue organizada por el grupo de Facebook de IRA, "Being Patriotic"
Manifestaciones y protestas Anti-Hillary Clinton "Texit" fueron organizadas el 5 de noviembre de 2016 por el grupo de Facebook "Heart of Texas" en torno al tema de los movimientos de secesión de Texas si Hillary Clinton es elegida. Dicho grupo contactó a la organización Movimiento Nacionalista de Texas, una organización secesionista, ofreciendo ayuda en costos de organización, pero ellos no aceptaron la oferta. A pesar de ello, hubo intento de organizar otras manifestaciones en Dalas, Fort Worth, Austin, y otras ciudades. Nadie fue a las protestas de Lubbock.
Una protesta llamada "Trump is NOT my President" (Trump NO es mi presidente) atrajo a entre 5,000 y 10,000 manifestantes en Manhattan el 12 de noviembre de 2016. Los manifestantes caminaron desde Union Square, Manhattan hasta la Torre Trump. Dicha protesta fue organizada por BlackMattersUS.
El grupo de IRA en Facebook, "United Muslims of America" organizó la protesta "Make peace, not war!" Del 3 de junio de 2017, en las afueras de la Torre Trump en Nueva York.

## Demanda judicial
En mayo de 2015, la empleada de la Fábrica de Trols, Lyudmila Savchuk, de San Petersburgo, entabló una demanda judicial contra su empleador por violaciones a la ley laboral, buscando poner sus actividades al descubierto. El abogado de derechos humanos Iván Pávlov, defendiendo la iniciativa del Team 29, representó a Savchuk, y el defensor de Fábrica de Trols accedió a pagarle a Savchuk los salarios atrasados y restaurarla en su puesto de trabajo.
Savchuk más adelante describió la extrema presión psicológica a la que los empleados estaban sometidos en el sitio de trabajo, con bromas que circulaban dentro del ambiente laboral en las que "uno puede mantenerse sano en la fábrica por máximo dos meses", como resultado del constante cambio entre diferentes personalidades que los trabajadores intentan desarrollar y mantener durante el turno laboral.
"El darse cuenta de que tú puedes inventar cualquier hecho, y luego verlo completamente sincronizado en los medios como una información masiva y difundido por todo el mundo - eso rompe absolutamente tu psique", anota Lyudmila Savchuk.

## Imputaciones
El 16 de febrero de 2018, como resultado de una investigación desarrollada por la fiscalía especial a cargo de la oficina de Robert Mueller, el gran jurado de Washington D. C. imputó a 13 personas por presunta interferencia ilegal en las elecciones presidenciales de 2016, durante las cuales habrían apoyado fuertemente la candidatura de Donald Trump. También fueron imputados IRA, Concord Management and Consulting y Concord Catering. Se alegó que IRA estaba controlada por Yevgueni Prigozhin, un acaudalado asociado del Presidente ruso Vladímir Putin. Ninguno de los acusados se encuentra bajo custodia.
El 15 de marzo, el presidente Trump impuso sanciones financieras bajo la Ley de Sanciones en contra de los adversarios de América a los 13 rusos y las organizaciones imputadas por Robert Mueller.
En octubre de 2018, la contable rusa Elena Jusiáynova fue acusada de interferir en las elecciones norteamericanas de 2018. Se alega que ella ha estado trabajando para la IRA y que ha administrado un presupuesto de USD$ 16 millones.